# Artur Georg Blachstein
Artur Georg Israel Blachstein (* 2. März 1863 in Dresden; † 10. März 1940 in Leipzig) war ein deutscher Arzt und Stenograf.

## Leben
Blachstein besuchte die Kreuzschule in Dresden und studierte dann an der Cornell University in den USA, wo er mit dem Bachelor of Arts abschloss. Nach seinem Medizinstudium in Leipzig, München, Berlin und Göttingen legte er in Leipzig das Staatsexamen ab und promovierte. Im Anschluss arbeitete er als Arzt bei dem Leipziger Physiologen Carl Ludwig über Blutgase sowie bei Louis Pasteur in Paris. Außerdem nahm er als Arzt des Deutschen Roten Kreuzes am Serbisch-Bulgarischen Krieg 1885/86 teil. Nach Ende der Auseinandersetzungen wechselte Blachstein nach Russland und arbeitete am Kaiserlichen Institut für experimentelle Medizin in Sankt Petersburg. 1891 war er im Auftrag der russischen Regierung Leiter einer wissenschaftlichen Cholera-Expedition nach Baku.
Um 1900 kehrte Blachstein nach Deutschland zurück und widmete sich in Leipzig juristischen, sprachlichen und slawistischen Studien. Außerdem befasste er sich mit Stenographie und der Übertragung der deutschen Gabelsberger-Kurzschrift sowie der englischen Pitman-Kurzschrift auf die slawischen Sprachen. Ab 1908 war er Leiter des Lektorats für Stenographie an der Leipziger Universität. Ab 1911 gab er das Deutsche Jahrbuch für Stenographie, Schriftkunde und Anagrammatik zusammen mit K. Mahler und Rudolf Weinmeister heraus. Hinzu kamen eine Reihe von Fachbüchern und Artikeln zu sprachwissenschaftlichen Themen.
Nach dem Ersten Weltkrieg machte er sich durch die Heilung aussichtsloser Fälle von Magen-Darm-Erkrankungen bei Kindern mittels Chrysoidinlösungen in Leipzig wieder als Arzt bekannt.

## Werke (Auswahl)
- Zur Systematik der Satzkürzung, in: Deutsche Stenographen-Zeitung, Nr. 18 (1903)
- Logische Kürzung und sprachliche Kürzung, in: Deutsche Stenographen-Zeitung, Nr. 14 (1905)
- Über Satzkürzung und Polyphonie. Studien zur vergleichenden Satzkürzungslehre, in: Korrekturblatt des Stenographischen. Landesamts Dresden, 1906
- Die Lehre vom Metagramm und ihre Anwendung auf einige indo-sumerische Rechtsaltertümer, in: Archiv für Stenographie, 1907, S. 193 ff.
- Über Anagramm und Rune, insbesondere in der Lex Salica und bei Shakespeare, in: Deutsches Jahrbuch für Stenographie, Schriftkunde und Anagrammatik. Bd. 1, (1911), S. 48 ff.